# Zygophyllum kansuense
Zygophyllum kansuense är en pockenholtsväxtart som beskrevs av Ying Xing Liou. Zygophyllum kansuense ingår i släktet Zygophyllum och familjen pockenholtsväxter. Inga underarter finns listade i Catalogue of Life.